# Yuri Bilu
Yuri F. Bilu (* 29. August 1964 in Minsk) ist ein französisch-israelischer Mathematiker insbesondere auf dem Gebiet der Zahlentheorie.

## Leben
Yuri Bilu ist Sohn von Klara Yu (Fruman) Belotserkovski und Felix N. Belotserkovski. Er studierte Mathematik zunächst an der Belarussischen Staatlichen Universität für Informatik und Radioelektronik in Minsk, wo er 1986 diplomierte. 1993 promovierte er an der Ben-Gurion-Universität im Negev in Beʾer Scheva bei Daniel Berend mit der Arbeit Effective Analysis of Integral Points on Algebraic Curves. Nach dem Studium führten ihn Forschungsaufenthalte an die Universität Bordeaux II (1993–1994), von 1994 bis 1995 an die Universität Göttingen sowie weitere Aufenthalte in Bonn, an der ETH Zürich und der TU Graz. An der Universität Basel habilitierte er sich und ist seit dem Jahr 2000 ordentlicher Professor an der Universität Bordeaux.
Bilus Arbeiten befassen sich unter anderem mit der Catalanschen Vermutung sowie allgemein mit Zahlentheorie. Er organisierte diverse Fachkonferenzen zu zahlentheoretischen Themen und war Invited Speaker in rund 75 Fachtagungen. Beispielsweise nahm er 2002 am Bourbaki-Seminar teil (→ Teilnehmer 2002/2003).
Yuri Bilu ist seit 1990 mit Elina Wojciechowska verheiratet und hat zwei Töchter. Seine Tochter Margaret Bilu ist ebenfalls Mathematikerin.

## Mitgliedschaften
- American Mathematical Society
- Israelische Mathematische Union

## Publikationen (Auswahl)
Buch
- mit Yann Burgeaud, Maurice Mignotte: The Problem of Catalan. Springer, 2014, ISBN 978-3-319-10094-4.

Fachartikel
- mit P. Habegger, L. Kühne: No Singular Modulus Is a Unit, Int. Math. Research Notices 2020, 10005–10041.
- Baker's method and modular curves, A Panorama of Number Theory or The View from Baker’s Garden, Cambridge University Press 2002; pp. 73–88.
- mit David Masser: A quick proof of Sprindzhuk's decomposition theorem, in E. Győry, G. Katona, L. Lovász (eds) More sets, graphs and numbers, 25–32, Bolyai Soc. Math. Stud. 15, Springer, Berlin, 2006.
- Catalan´s Conjecture (after Mihailescu). Seminaire Bourbaki, Nr. 909, 2002,   (PDF).
- mit Robert Tichy: The Diophantine equation f(x) = g(y), Acta Arith. 95 (2000), 261–288.